# FC Koper
FC Koper este o echipă de fotbal din Koper, Slovenia.

## Titluri
- Cupa Sloveniei:

Campioni (2): 2006, 2007, 2015

## Antrenori
| Antrenor                               | Perioadă    |
| -------------------------------------- | ----------- |
| Lučo Pertič                            | 1982 - 1985 |
| Dragan Popadić                         | 1985 - 1987 |
| Milan Miklavič                         | 1987 - 1990 |
| Branko Zupan                           | 1990 - 1992 |
| Vlado Klinčarovski                     | 1992 - 1994 |
| Marijan Jantoljak                      | 1994 - 1995 |
| Predrag Stilinović                     | 1995 - 1996 |
| Vladan Mladenović, Edi Pobega          | 1996 - 1997 |
| Branko Zupan, Vlado Badžim             | 1997 - 1998 |
| Marin Kovačić, Tone Hrovatič           | 1998 - 1999 |
| Branko Zupan                           | 1999 - 2000 |
| Branko Oblak                           | 2000 - 2001 |
| Nenad Gračan                           | 2001 - 2002 |
| Milivoj Bračun                         | 2002 - 2003 |
| Igor Benedejčič                        | 2003 - 2004 |
| Borut Jarc, Ivan Marjon                | 2004 - 2005 |
| Samir Zulić, Milivoj Bračun/Borut Jarc | 2005 - 2006 |
| Milivoj Bračun/Borut Jarc              | 2006        |
| Vlado Badžim                           | 2007 - 2008 |
| Nedžad Okčič                           | 2008-       |